# 袁利亚事件
袁利亚事件，是安徽女子袁利亚在北京坠楼身亡以及引发民众抗议等相关事件。
2013年5月3日凌晨，安徽省廬江縣同大鎮女子袁利亚被发现在北京市京温服装批发市场坠楼身亡。北京警方认定为自杀，但是袁利亞的家鄉鄰居們不承认警方观点。
5月8日上午，袁利亚家屬、朋友在京溫批發市場前拉起「父親重病無主持、女兒慘死還公道」的布條抗議，不少安徽同鄉也在網路上進行號召，現場湧入約6千名民眾聚集聲援。而當局出動武警和直升機應對此次群體性事件。5月10日，京温服装商城赔偿死者家属40万元，死者家属于当晚在工作人员陪同下返回家乡将死者骨灰安葬。